# Hirson
Hirson is een gemeente in het Franse departement Aisne (regio Hauts-de-France). De gemeente telde op 1 januari 2022 8.565 inwoners en maakt deel uit van het arrondissement Vervins.

## Geschiedenis
Hirson ontstond rond de 10e eeuw op een hoogte boven de samenvloeiing van de Gland en de Oise. Hier bouwden de heren van Guise een versterkte burcht bij de grens met het graafschap Henegouwen. In 1156 kreeg Hirson stadsrechten.
In 1580 werd de plaats getroffen door de pest. In 1636 werd het kasteel van Hirson veroverd door de Spanjaarden na een beleg van drie weken. Het jaar erop heroverde Henri de La Tour d'Auvergne het kasteel voor Frankrijk. In 1650 werd het kasteel heroverd door de Spanjaarden onder leiding van Francisco de Melo en vervolgens vernield. Het werd niet herbouwd. Nadat in 1763 een grote stadsbrand had plaatsgevonden werden de stenen van de kasteelruïne gebruikt voor de wederopbouw van de stad.
De gemeente groeide sterk vanaf 1870 door de komst van de spoorweg. In de gemeente kwam een groot rangeerstation en allerlei industrieën vestigden zich in de gemeente (glas, kaas, metaal). De gemeente werd zwaar getroffen door de economische crisis van de jaren 70 en 80 van de 20e eeuw. Grote bedrijven als Aciéries de Paris et d’Outréau en Établissements Leclabart sloten toen de deuren.
Aan het einde van de Tweede Wereldoorlog was het rangeerstation van Hirson het einddepot van de "Red Ball Express", de geallieerde logistieke operatie om de oprukkende troepen van alle voorraden, vooral brandstoffen, munitie en wapens, voedsel, kledij en reserveonderdelen, te voorzien.

## Geografie
De oppervlakte van Hirson bedroeg op 1 januari 2022 33,77 vierkante kilometer; de bevolkingsdichtheid was toen 253,6 inwoners per km². De Gland mondt uit in de Oise in het centrum van de gemeente. In het noorden van de gemeente vormt de Oise de grens met België. In het noorden van de gemeente vormt het gemeentelijk bos een aaneengesloten gebied van meer dan 500 ha.
De onderstaande kaart toont de ligging van Hirson met de belangrijkste infrastructuur en aangrenzende gemeenten.

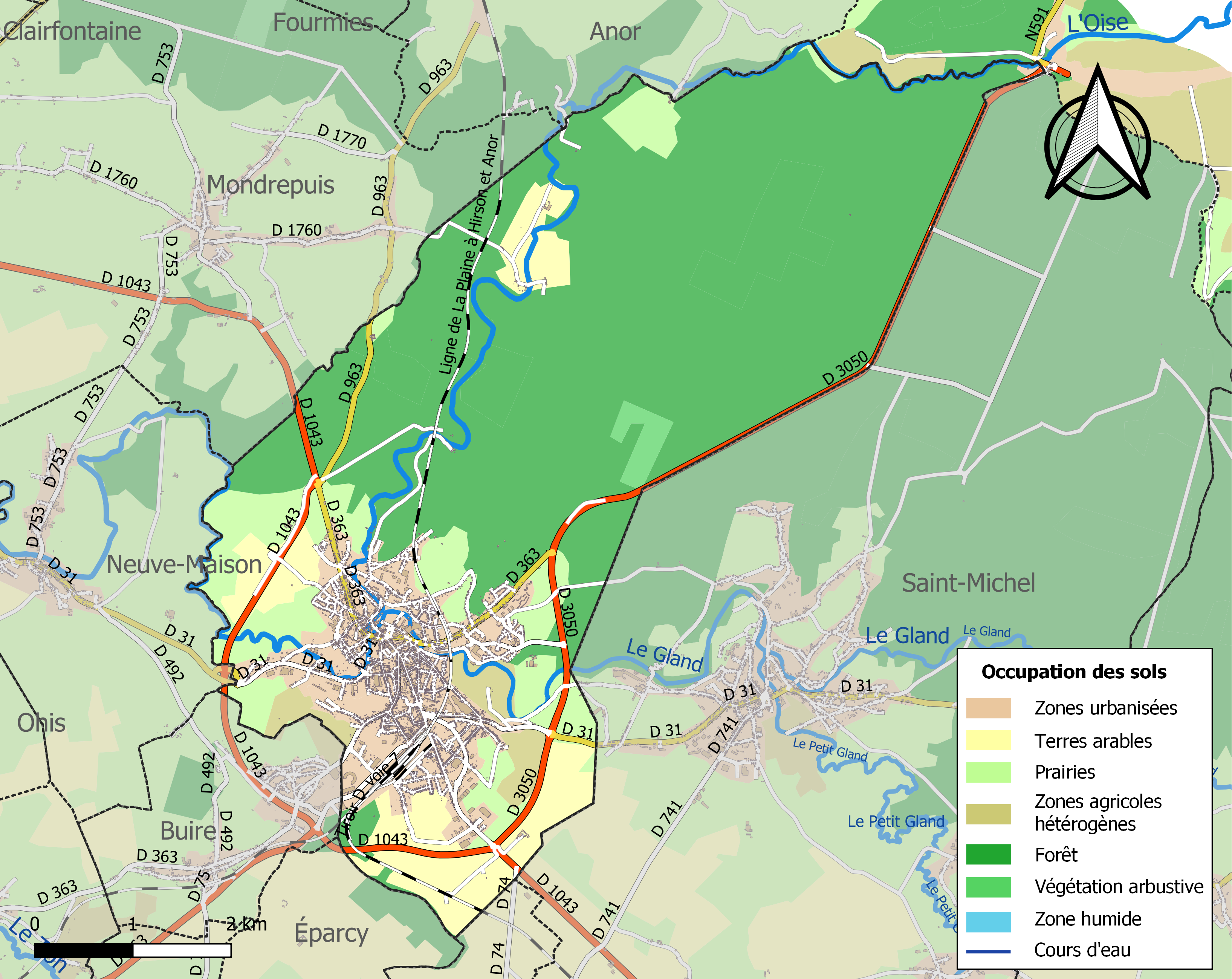

## Bezienswaardigheden

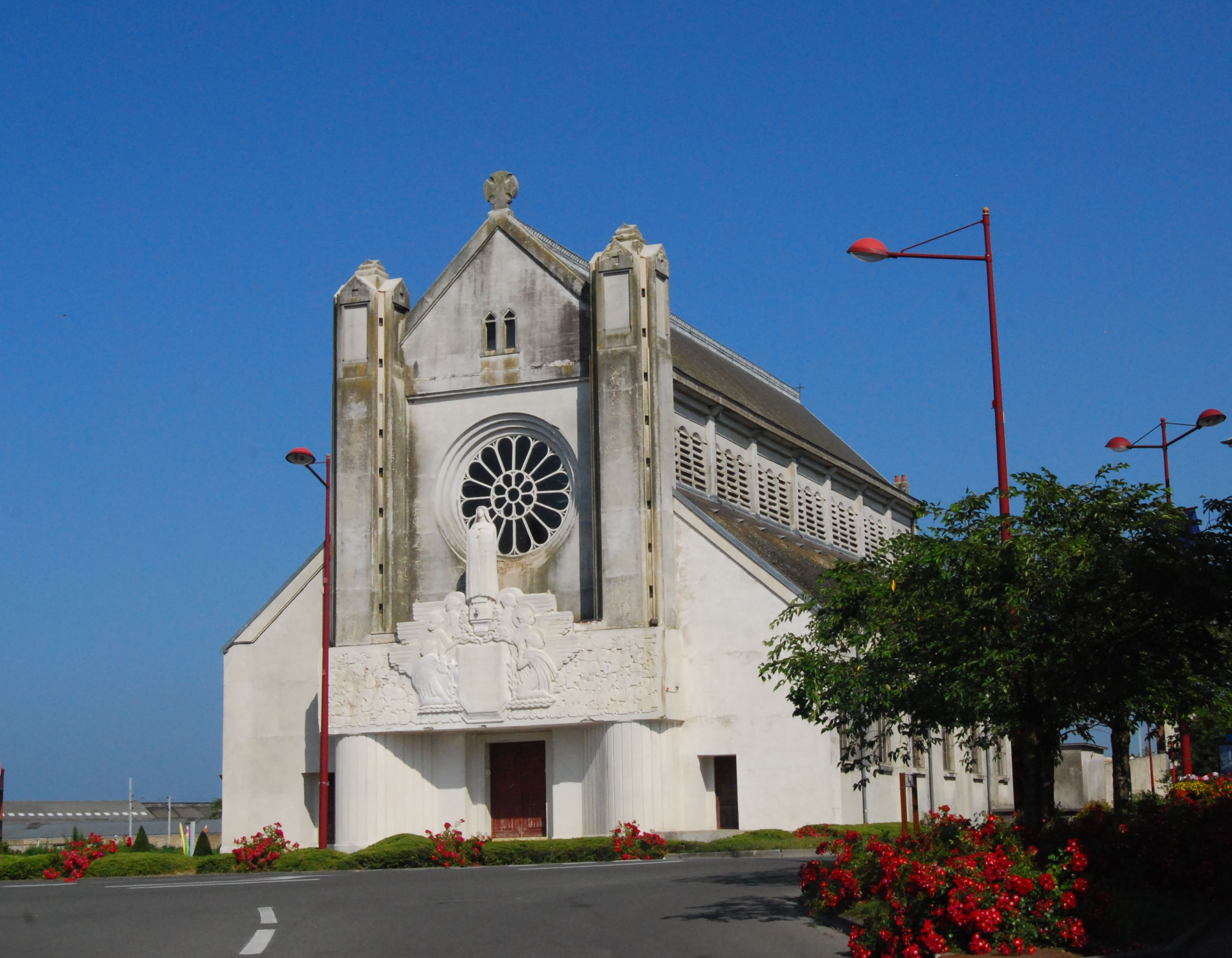
Église Sainte-Thérèse-de-l'Enfant-Jésus

- De Église Sainte-Thérèse-de-l'Enfant-Jésus is gebouwd in art-decostijl. Wegens bouwvalligheid werd de klokkentoren in 2008 afgebroken.
- De Église Notre-Dame-de-Lourdes is gebouwd omstreeks 1171 en herbouwd in 1791.
- De Tour Florentine is gebouwd in 1920 in art-decostijl en is geïnspireerd op de belforten van België en Noord-Frankrijk.

## Demografie
Onderstaande figuur toont het verloop van het inwonertal (bron: INSEE-tellingen).
Vanwege een beveiligingsprobleem met de MediaWiki Graph-software is het momenteel niet mogelijk deze grafiek weer te geven. Zodra de software is bijgewerkt zal de grafiek vanzelf weer zichtbaar worden.

## Verkeer en vervoer
In de gemeente ligt spoorwegstation Hirson-Écoles.